# Eric Everard
Eric Everard (Bruxelles, 10 luglio 1964) è un imprenditore belga, attivo nel settore delle fiere commerciali.

## Biografia
Eric Everard nasce a Bruxelles il 10 luglio 1964, e conseguirà la maturità presso la scuola europea del Lussemburgo, in seguito studierà economia presso l'Università Cattolica di Lovanio. Nel 1985 fonda due riviste per studenti: una intitolata Univers-Cité e l'altra Kampus. Nel 1988, con Didier Malherbe e Isabella Lenarduzzi, fonda il Salone Europeo dello studente .
Dal 1991 al 1996 diventa amministratore delegato della Reed Exhibitions Benelux .
Nel 1997 Eric Everard fonda il gruppo Artexis  di cui diviene l'Amministratore delegato. La società diventa rapidamente una dei leader del settore, con una cifra d'affari di circa 80 milioni di euro per l'anno 2011-2012 .
Nel 2003 fonda la società Easyfairs che ha come obbiettivo di attirare le piccole e medie aziende, che di solito non partecipano alle grandi fiere commerciali . La società organizza fiere non solo in Europa ma anche nelle Americhe ed in Asia.
Nel 2010 è eletto presidente dell'UFI , associazione mondiale che raggruppa gli organizzatori, i proprietari e le organizzazioni nazionali ed internazionali dell'industria fieristica.

## Premi e riconoscimenti
Nel 2012 è eletto “Manager dell'anno” dalla rivista Trends-Tendances e il 9 gennaio 2013 riceve il premio dal Primo Ministro, Elio Di Rupo .